# Болдън
Болдън или Дъ Болдънс (на английски: Boldon или The Boldons) е група от три села в графство Тайн и Уиър, Англия – Ийст Болдън, Уест Болдън и Болдън Колиъри, граничещи на север със Съндърланд, а на юг със Саут Шийлдс в община Саут Тайнсаид. Населението им е 13 271 души.

## Градоустройство
Болдън Колиъри е някогашно миньорско селище. Мината е затворена през 1983 г., но през 1986 г. са отворени нови работни места с отварянето на супермаркет ASDA. Болдън Колиъри има многоекранно кино, МакДоналдс и Франки енд Бенис ресторанти. Основното училище в района е Болдън Скул. Има също и основно и начално училище
Болдън е част от предградната периферия на Саут Тайнсайд е напълно обкръжен от зелен пояс. В Ийст Болдън и Уест Болдън има защитени области. Като се вземе предвид сравнително малката територия има значителен брой стари сгради, Викториански, Едуардови и преди Първата световна война, считани за архитектурни ценности, включително църкви, обществени здания и някогашни чифлици, а също и съвременни сгради. Първата улица в Болдън Колиери, Фенуик Стрийт, датира от 1871 г. и е първоначално построена, за да подслони миньорите и техните семейства. Няколко години по-късно са започнати и терасирани къщи като тези на Арнолд Стрийт и Чарлс Стрийт са построени.
Мината е затворена през 1983 г. и земята пустее в продължение на много години. През 2000 г. са засадени над 2500 дървета и така е създадена Минната гора. Гората е популярна сред местните семейства и осигурява обитание за фазани, катерици, кълвачи, видри и др. През гората минават 6 пътеки, които са подходящи за колоездене и свързват с Ийст Болдън, Брокли Уинс и Уайтлийс в близкия Саут Шийлдс.
Друго важно място за опазване на природата е Болдън Флатс, което съдържа район с влажни пасища. Флатс са наводнени от всеки октомври до март и привличат голямо разнообразие от птици и голяма популация от обикновени жаби.
Река Дон минава през Болдън и е последната крепост на водните полевки в Саут Тайнсаид.

## Развитие
През последните близо 30 години, с упадъка на традиционните промишлености като въгледобива, Болдън е претърпял драматично развитие. В същото време историческите сърцевини на стария миньорски град и на Ийст Болдън и Уест Болдън са запазили традиционния си характер и привлекателност.
Скорошни/предложени проекти включват:
- въвеждането в експлоатация на метрото свързващо Болдън с останалата част от Тайн и Уиър
- новото високотехнологично средно училище
- големи проекти за строеж на жилищни сгради
- разширението на хипермаркетът ASDA Wal-Mart – най-големият в Североизточна Англия
- нов ресторант Пица Хат в парка за отдих
- растежа на бизнес парка
- подобрения в пътната и колоездачната инфраструктура
- нов скейт парк с една рампа
- проекти за озеленяване

## Политика
Иист Болдън и Клийдън е единственият район на Саут Тайнсайд, който е избрал трима консервативни съветници. Болдън Колиъри обикновено избира лейбъристки съветници.
Болдън е в избирателния район Джароу, който включва Хепбърн и Уитбърн. Местният представител в Камарата на общините е Стивън Хепбърн от Лейбъристката партия.